# Thread pool

Um exemplo de thread pool (caixas verdes) com tarefas em espera (azul) e completadas (amarelo)

Em ciência da computação, uma thread pool é um padrão de projeto de software para implementar programação concorrente na execução de um programa. Uma thread pool mantém múltiplas threads que executam tarefas, normalmente pequenas. Um número fixo de threads pode ser criado logo de início e mantido fixo para reduzir o overhead de criação dinâmica de threads.